# Nicolas Limbach
Nicolas Limbach (Eupen, 29 de diciembre de 1985) es un deportista alemán que compitió en esgrima, especialista en la modalidad de sable.
Ganó seis medallas en el Campeonato Mundial de Esgrima entre los años 2007 y 2015, y cinco medallas en el Campeonato Europeo de Esgrima entre los años 2008 y 2012.
Participó en dos Juegos Olímpicos de Verano, ocupando el quinto lugar en Londres 2012, en las pruebas individual y por equipos, y el noveno en Pekín 2008, en la prueba individual.

## Palmarés internacional
| Campeonato Mundial | Campeonato Mundial      | Campeonato Mundial | Campeonato Mundial |
| Año                | Lugar                   | Medalla            | Prueba             |
| ------------------ | ----------------------- | ------------------ | ------------------ |
| 2007               | San Petersburgo (Rusia) | Medalla de bronce  | Sable individual   |
| 2009               | Antalya (Turquía)       | Medalla de oro     | Sable individual   |
| 2010               | París (Francia)         | Medalla de plata   | Sable individual   |
| 2011               | Catania (Italia)        | Medalla de plata   | Sable individual   |
| 2014               | Kazán (Rusia)           | Medalla de oro     | Sable por equipos  |
| 2015               | Moscú (Rusia)           | Medalla de bronce  | Sable por equipos  |
| Campeonato Europeo |                         |                    |                    |
| Año                | Lugar                   | Medalla            | Prueba             |
| 2008               | Kiev (Ucrania)          | Medalla de bronce  | Sable individual   |
| 2010               | Leipzig (Alemania)      | Medalla de plata   | Sable individual   |
| 2010               | Leipzig (Alemania)      | Medalla de bronce  | Sable por equipos  |
| 2011               | Sheffield (Reino Unido) | Medalla de plata   | Sable por equipos  |
| 2012               | Legnano (Italia)        | Medalla de bronce  | Sable por equipos  |